# Sąd Okręgowy w Szczecinie
Das Sąd Okręgowy w Szczecinie (deutsch: Bezirksgericht Stettin) ist ein polnisches Bezirksgericht mit Sitz in Stettin.

## Geschichte
In Stettin bestand bis 1945 das Landgericht Stettin. 1945 wurde Stettin unter polnische Verwaltung gestellt und die Deutschen vertrieben. Nur wurden polnische Gerichte eingerichtet. Da die Frage, ob Stettin zu Deutschland oder Polen gehören sollte, erst mit Verzögerung beantwortet wurde, war die Bildung von Gerichten in anderen Teilen der ehemaligen deutschen Ostgebiete früher erfolgt. Das Bezirksgericht Stettin entstand daher provisorisch als Zweigstelle des Bezirksgerichtes in Köslin (Sąd Okręgowy w Koszalinie). Am 15. Oktober 1945 wurde das Bezirksgericht in Stettin als eigenständiges Gericht gegründet und Ludwik Gołaszewski als sein erster Präsident ernannt.
Als Appellationsgericht diente zunächst das Appellationsgericht Danzig (Sądowi Apelacyjnemu w Gdańsku). Durch Verordnung des Justizministers vom 1. Juli 1949 wurde das Appellationsgericht in Stettin (Sąd Apelacyjny w Szczecinie) als Instanzengericht gebildet.
Mit dem Gesetz über die ordentlichen Gerichte vom 1. Januar 1950 wurde die Struktur der Gerichte an die neue Verwaltungsgliederung des Landes angepasst. Damit wurde das Appellationsgericht Stettin zum Ende 1950 wieder aufgehoben. Die Bezirksgericht wurden in Woiwodschaftsgerichte umbenannt, das in Stettin war damit das Sąd wojewódzki w Szczecinie. Ihm waren die Kreisgerichte in Arnswalde, Neudamm, Gollnow, Greifenberg in Pommern, Greifenhagen, Cammin in Pommern, Labes, Soldin, Naugard, Pyritz, Stargard, Stettin und Swinemünde nachgeordnet. Von 1957 wurde das Bezirksgericht Stettin in zwei Gerichte geteilt (eins für die Stadt und eins für das Umland), dies wurde aber bereits 1962 wieder rückgängig gemacht.
Aufsehenerregend war der Mord des frisch ernannten Präsidenten des Provinzgerichts, Bogdan Paruzal. Dieser wurde von einem Mitarbeiter des Gerichts, dem Unregelmäßigkeiten vorgeworfen wurden, im eigenen Büro erschossen. Dessen Nachfolger Eustachy Huzar wurde nach der Rückkehr zur Demokratie 1990 der Richtertitel nachträglich aberkannt, da er Unrechtsurteile verantwortet hatte.
Durch die Verwaltungsreform des Landes am 1. Juni 1975 wurden die bestehenden 17 Woiwodschaften durch 49 neue ersetzt. Entsprechend wurde die Zahl der Woiwodschaftsgerichte erhöht (sie wurden auch wieder als Bezirksgerichte bezeichnet) und die Sprengel der Gerichte verkleinerten sich. Dem Bezirksgericht Stettin waren nun noch acht Kreisgerichte nachgeordnet.
1993 wurden die Appellationsgerichte wieder geschaffen und das Bezirksgericht Stettin dem Appellationsgericht Posen (Sąd Apelacyjny w Poznaniu) zugeordnet. Am 1. Januar 2005 wurde das Appellationsgericht Stettin neu gebildet und das Bezirksgericht Stettin diesem zugeteilt.

## Gerichtsgebäude
Als Gerichtsgebäude diente zunächst das Haus ul. Stoisława 6, welches auch vom Stadtgericht Stettin genutzt wurde. Ab Juli 1953 wurde das Gebäude des früheren Amtsgericht Stettin in der ul. Kaszubska 42 genutzt.

## Präsidenten des Gerichts
- Ludwik Gołaszewski (15. Oktober 1945–31. Dezember 1950)
- Józef Karasiewicz (1. Januar 1950–1953)
- Stefan Niedźwiecki (1953–1957)
- Alfons Miłkowski (1957–1962)
- Bogdan Paruzal (1962–30. Juli 1962 †)
- Eustachy Huzar (31. Juli 1962–30. September 1966)
- Stefan Niedźwiecki (1. Oktober 1966–7. Mai 1967)
- Bogdan Bartosik (8. Mai 1967–31. Oktober 1969)
- Juliusz Rutkowski (1. November 1969–26. Juni 1976 †)
- Leszek Majewski (27. Juni 1976–31. Dezember 1976)
- Włodzimierz Formicki (1. Januar 1977–9. März 1990)
- Henryk Romanowski (10. März 1990–9. März 1998)
- Cezary Downar (10. März 1998–31. März 1998)
- Grzegorz Chojnowski (1. April 1998–31. März 2004)
- Roman Krzyżanek (1. April 2004–30. Juni 2005)
- Henryk Sobociński (1. Juli 2005–30. Juni 2011)
- Halina Zarzeczna (1. Juli 2011–30. Juni 2017)
- Bogumiła Staniek (1. Juli 2017–10. September 2017)
- Maciej Strączyński (11. September 2017–10. September 2023)
- Piotr Szarek (seit 11. September 2023)